# Hugo Boss Prize
Der Hugo Boss Prize wird seit 1996 in zweijährlichem Turnus an einen anderen Künstler (oder Gruppe von Künstlern) verliehen, deren Gesamtwerk für Entwicklungen der zeitgenössischen bildenden Kunst einen signifikanten Beitrag leistet. Der Preis wird von der Solomon R. Guggenheim Foundation verliehen und von der Firma Hugo Boss gesponsert. Er ist mit 100.000 US-Dollar dotiert.
Eine Jury von Kuratoren, Kritikern und Geisteswissenschaftlern ist für die Auswahl der Künstler verantwortlich. Sie nominieren sechs oder sieben, aus denen einige Monate später der Gewinner bestimmt wird. 1996 und 1998 haben die nominierten Kandidaten ihre Arbeiten im jetzt nicht mehr bestehenden Guggenheim Soho ausgestellt. Seit 2000 haben nur die Gewinner ihre Arbeiten präsentiert.

## Geschichte
1996 – erste Verleihung:
- Sieger Matthew Barney, amerikanischer Filmemacher und Bildhauer

Nominiert außerdem waren:
- Laurie Anderson (USA)
- Janine Antoni (USA)
- Cai Guo Qiang (China)
- Stan Douglas (Kanada)
- Yasumasa Morimura (Japan)

1998 – zweite Verleihung:
- Sieger Douglas Gordon, schottischer Videokünstler

Nominiert waren außerdem:
- Huang Yong Ping (China)
- William Kentridge (Südafrika)
- Lee Bul (Südkorea)
- Pipilotti Rist (Schweiz)
- Lorna Simpson (USA)

2000 – dritte Verleihung:
- Siegerin Marjetica Potrč, slowenische Künstlerin, Architektin und Stadttheoretikerin, arbeitet als Bildhauerin und Fotografin

Nominiert waren außerdem:
- Vito Acconci (USA)
- Maurizio Cattelan (Italien)
- Michael Elmgreen und Ingar Dragset (Dänemark/Norwegen)
- Tom Friedman (USA)
- Barry Le Va (USA)
- Tunga (Brasilien)

2002 – vierte Verleihung:
- Sieger Pierre Huyghe, französischer Künstler, arbeitet mit verschiedenen Medien

Nominiert waren außerdem:
- Francis Alÿs (Mexiko)
- Olafur Eliasson (Dänemark)
- Hachiya Kazuhiko (Japan)
- Koo Jeong-a (Südkorea)
- Anri Sala (Albanien)

2004 – fünfte Verleihung:
- Sieger Rirkrit Tiravanija, thailändischer Künstler, arbeitet in New York

Nominiert waren außerdem:
- Franz Ackermann (Deutschland)
- Rivane Neuenschwander (Brasilien)
- Jeroen de Rijke und Willem de Rooij (Niederlande)
- Simon Starling (Großbritannien)
- Yang Fudong (China)

2006 – sechste Verleihung:
- Siegerin Tacita Dean, Künstlerin aus Großbritannien

Nominiert waren außerdem:
- Allora & Calzadilla (Puerto Rico)
- John Bock (Deutschland)
- Damián Ortega (Mexiko)
- Aïda Ruilova (USA)
- Tino Sehgal (Deutschland)

2008 – siebte Verleihung:
- Siegerin Emily Jacir, Künstlerin aus Palästina

Nominiert waren außerdem:
- Christoph Büchel (Schweiz)
- Patty Chang (USA)
- Sam Durant (USA)
- Joachim Koester (Dänemark)
- Roman Signer (Schweiz)

2010 – achte Verleihung:
- Sieger Hans-Peter Feldmann, Konzeptkünstler aus Deutschland

Nominiert waren außerdem:
- Cao Fei (China)
- Roman Ondák (Slowakei)
- Walid Raad (Libanon)
- Natascha Sadr Haghighian (Deutschland)
- Apichatpong Weerasethakul (Thailand)

2012 - neunte Verleihung:
- Sieger Danh Vo, vietnamesisch-dänischer Installations- und Performancekünstler

Nominiert waren außerdem:
- Trisha Donnelly, amerikanische Konzeptkünstlerin (San Francisco, USA)
- Rashid Johnson, amerikanischer Fotograf (Chicago, USA)
- Qiu Zhijie, chinesischer Videokünstler (Zhangzhou, China)
- Monika Sosnowska, polnische Installationskünstlerin (Ryki, Polen)
- Tris Vonna-Michell, britischer Installationskünstler (Southend-on-Sea, Großbritannien)

2014 - zehnte Verleihung:
- Sieger Paul Chan, Künstler aus Hong Kong, lebt und arbeitet in New York

Nominiert waren außerdem:
- Sheela Gowda (Bhadravati, Indien)
- Camille Henrot (Paris, Frankreich)
- Hassan Khan (London, Großbritannien)
- Charline von Heyl (Mainz, Deutschland)

2016 - elfte Verleihung:
- Siegerin Anicka Yi, Künstler aus Seoul, lebt und arbeitet in New York

Nominiert waren außerdem:
- Tania Bruguera (Havanna, Kuba)
- Mark Leckey (Birkenhead, Großbritannien)
- Ralph Lemon (Cincinnati, Ohio)
- Laura Owens (Euclid, Ohio)
- Wael Shawky (Alexandria, Ägypten)

2018 - zwölfte Verleihung:
- Siegerin Simone Leigh, Künstlerin aus Chicago, lebt und arbeitet in New York

Nominiert waren außerdem:
- Bouchra Khalili (Casablanca, Marokko)
- Teresa Margolles (Culiacán, Mexico)
- Emeka Ogboh (Enugu, Nigeria)
- Frances Stark (Newport Beach, USA)
- Wu Tsang (Massachusetts, USA)

2020 - 13. Verleihung:
- Siegerin Deana Lawson, Fotografin aus Rochester, New York, lebt und arbeitet in Brooklyn, New York

Nominiert waren außerdem:
- Nairy Baghramian (Isfahan, Iran)
- Kevin Beasley (Lynchburg, USA)
- Elias Sime (Addis Ababa, Äthiopien)
- Cecilia Vicuña (Santiago, Chile)
- Adrián Villar Rojas (Rosario, Argentinie)